# أل كيلغور
أل كيلغور (بالإنجليزية: Al Kilgore)‏ هو فنان أمريكي، ولد في 19 ديسمبر 1927 في نيوآرك في الولايات المتحدة، وتوفي في 15 أغسطس 1983 في نيويورك في الولايات المتحدة بسبب انسداد وعائي.

## وصلات خارجية
- أل كيلغور على موقع IMDb (الإنجليزية)